# Budziska Leśne
Budziska Leśne (Duits: Heydtwalde) is een plaats in het Poolse woiwodschap Ermland-Mazurië, in het district Giżycki. De plaats maakt deel uit van de landgemeente Kruklanki.